# Абб, Клод
Клод Абб (фр. Claude Abbes; 24 мая 1927, Фожер — 11 апреля 2008, XV округ Парижа) — французский футболист, вратарь. Участник чемпионата мира 1954 года, бронзовый призёр чемпионата мира 1958 года.

## Карьера

### Клубная
Клод Абб начал карьеру профессионального футболиста в клубе «Безье». Голкипер выступал за клуб в Дивизионе 2 с 1950 года в течение двух с половиной лет, после чего перешёл в «Сент-Этьен».
В составе «Сент-Этьена» Клод Абб играл до окончания сезона 1961/62. В сезоне 1956/57 вратарь в составе клуба стал чемпионом Франции, а три года спустя — финалистом национального кубка.
В сезоне 1960/61, имея контракт с «Сент-Этьеном», Абб сыграл один матч за «Олимпик Лион» в 1/8 финала кубка Ярмарок. В 1962 году «Сент-Этьен» с Аббом в составе выиграл кубок Франции, после чего голкипер завершил карьеру.

### В сборной
Клод Абб дебютировал в сборной Франции 27 октября 1957 года в отборочном матче к чемпионату мира с Бельгией, хотя был в заявке сборной и на предыдущий чемпионат мира.
В 1958 году Клод Абб в составе сборной вновь поехал на мундиаль и опять начал турнир в качестве запасного голкипера. Однако в третьем матче группового турнира (против сборной Шотландии) вратарь вышел на поле в основном составе и не уступал места в воротах до окончания турнира, став его бронзовым призёром.
В последний раз за сборную Абб выступал 2 декабря 1958 года в отборочном матче к чемпионату Европы с греками. Всего голкипер провёл за национальную команду 9 матчей, в которых пропустил 18 голов.

## Статистика
| Матчи Абба за сборную Франции | Матчи Абба за сборную Франции | Матчи Абба за сборную Франции | Матчи Абба за сборную Франции | Матчи Абба за сборную Франции | Матчи Абба за сборную Франции |
| №                             | Дата                          | Оппонент                      | Счёт                          | Пропущено голов               | Соревнование                  |
| ----------------------------- | ----------------------------- | ----------------------------- | ----------------------------- | ----------------------------- | ----------------------------- |
| 1                             | 27 октября 1957               | Бельгия                       | 0:0                           | 0                             | Отборочный матч ЧМ—1958       |
| 2                             | 27 ноября 1957                | Англия                        | 0:4                           | 4                             | Товарищеский матч             |
| 3                             | 13 марта 1958                 | Испания                       | 2:2                           | 2                             | Товарищеский матч             |
| 4                             | 15 июня 1958                  | Шотландия                     | 2:1                           | 1                             | ЧМ—1958                       |
| 5                             | 15 июня 1958                  | Северная Ирландия             | 4:0                           | 0                             | ЧМ—1958                       |
| 6                             | 24 июня 1958                  | Бразилия                      | 2:5                           | 5                             | ЧМ—1958                       |
| 7                             | 28 июня 1958                  | ФРГ                           | 6:3                           | 3                             | ЧМ—1958                       |
| 8                             | 26 октября 1958               | ФРГ                           | 2:2                           | 2                             | Товарищеский матч             |
| 9                             | 3 декабря 1958                | Греция                        | 1:1                           | 1                             | Отборочный матч ЧЕ—1960       |

Итого: 9 матчей / 18 пропущенных голов; 3 победы, 4 ничьих, 2 поражения.